# Sakaiminato
Sakaiminato (jap. 境港市 Sakaiminato-shi) – miasto w Japonii, w prefekturze Tottori, w południowo-zachodniej części wyspy Honsiu, port rybacki nad Morzem Japońskim.

## Położenie
Miasto leży we wschodniej części prefektury, na końcu półwyspu Yumigahama. Miasto graniczy z Yonago w Tottori oraz Matsue i Yasugi w prefekturze Shimane.

## Historia
W wyniku połączenia w 1954 roku okolicznych wsi i miejscowości, powstało miasteczko Sakaiminato. 1 kwietnia 1956 roku zdobyło status miasta.

## Populacja
Zmiany w populacji Sakaiminato w latach 1970–2015:
| Rok  | Populacja |
| ---- | --------- |
| 1970 | 34 145    |
| 1975 | 35 821    |
| 1980 | 37 278    |
| 1985 | 37 351    |
| 1990 | 37 282    |
| 1995 | 37 365    |
| 2000 | 36 843    |
| 2005 | 36 459    |
| 2010 | 35 259    |
| 2015 | 34 174    |

## Miasta partnerskie
- Chiny: Hunchun
- Korea Północna: Wŏnsan (już byłe)